# فرانچسکو فیچیکیا
فرانچسکو فیچیکیا (زاده ۱۹۴۶ در بازل سوئیس) (Francesco Ficicchia) نویسنده‌ای آلمانی زبان است. او در دهه هفتاد، عضو جامعه بهایی سوئیس شد. او در سال ۱۹۷۴، انصراف خود از جامعه بهایی را پس از ۳ سال عضویت در آن جامعه رسماً اعلام می‌کند. از آن به بعد، او به نزاعی آشکار با جامعه بهائی و مقامات عالیش وارد می‌شود. او بعد از آن چندین مقاله و در نهایت کتابی در نقد جامعه بهایی، موسسات اداری جامعه بهائی و اعتقادات آن‌ها می‌نگارد.

## علت پیدایش اختلاف
علت پیدایش اختلاف فیچیکیا با جامعه بهائی، مطالعه کتاب هرمان زیمر تحت عنوان «یک وصیت‌نامه جعلی» می‌باشد. هرمان زیمر در کتاب خود وصیت‌نامه عبدالبهاء را در پیروی از روث وایت جعلی دانسته و در پی آن جانشینی شوقی افندی را زیر سؤال برده است. البته منشیان و دستیاران عبدالبهاء اصالت وصیت‌نامه عبدالبهاء را تأیید کرده بودند.

## تاریخچه وقایع بعد از سال ۱۹۷۴
فیچیکیا نظرات مخالف خود را در ارتباط با تشکیلات بهائیت در یازدهم فوریه سال ۱۹۷۵ به صورت مقاله‌ای تحت عنوان «نامه یک خواننده»، در روزنامه (به آلمانی: der zürcher oberländer) در زوریخ منتشر می‌کند. مدت کوتاهی پس از انتشار اولین نظرات خود و در ماه اوت سال ۱۹۷۵, فیچیکیا مقاله دیگری تحت عنوان «بهائیت- یک آینده نا معلوم برای دین آینده» در نشریه ادواری دفتر مرکزی کلیسای پروتستان منتشر می‌کند. فیچیکیا بعدها ردیه‌ای تحت عنوان «آیا بهائیت دین جهانی در آینده است؟ پژوهشی نقادانه در تعالیم، تاریخ و تشکیلات آن.» منتشر می‌کند که در سال ۱۹۸۱ توسط دفتر مرکزی کلیسای پروتستان آلمان دائره مسائل عقیدتی (به آلمانی: Evangelische zentralstelle fur welTanschauungsfragen) منتشر می‌شود. این کتاب بحث‌های بسیاری در پی داشته است. مایکل میدلنبرگر (به انگلیسی: Michael Midlenberger) این کتاب را اولین اثر معتبر و نقادانه در زمینه بهائیت دانسته است. همچنین جامعه آکادمیک آلمان از این اثر استقبال ویژه‌ای می‌کند. کتاب فیچیکیا به جایگاه جامعه بهائی در آلمان لطمه وارد کرد. بهائیان در ابتدا تصمیم گرفتند توجهی به کتاب او نکردند. اما بعداً آثار آن را در روابطشان با دولت مردان دیدند. فیچیکیا مقاله دیگری نیز تحت عنوان «بهائیت: دین، دولت و جامعه در یک حکومت دینی جهانی» در زمینه بهاییت در سال ۱۹۹۴ به چاپ رسانده است.
اودو شفر محقق آلمانی در سال ۱۹۹۵ کتابی تحت عنوان (به آلمانی: Desinformation Als Methode) در رد نظرات فیچیکیا در ۸۶۰ صفحه به رشته تحریر درآورد. این اثر ابتدا در آلمان و بعدها به زبان انگلیسی تحت عنوان (به انگلیسی: Making the crooked straight) و در پی آن به زبان فارسی تحت عنوان «راست را کژ انگاشتند» منتشر شد. هدف کتاب نه تنها رد اتهامات فیچیکیا، بلکه ارائه اطلاعات صحیح دربارهٔ دیانت بهائی بود. این کتاب با استقبال جامعه پژوهشی روبه‌رو گردید و موجب افزایش توجه به دیانت بهائی به‌عنوان یک موضوع تحقیقاتی در علوم دینی شد.
جک مک‌لین در پیش‌گفتار خود بر این کتاب، آن را نمونه‌ای از تحقیقات متعهدانه دانشگاهی معرفی کرده و بر این باور است که این کتاب دو ویژگی برجسته دارد: نخست، با رفع تصورات نادرست دربارهٔ آیین بهائی، زمینه‌ای تازه برای تحقیقات و گفت‌وگوهای بین ادیان فراهم می‌کند؛ دوم، با ارائه اطلاعات جامع و دقیق دربارهٔ تاریخ و الهیات بهائی، گفت‌وگوهای معنادار تر و پایدارتر میان بهائیان و دیگران ایجاد می‌نماید. بنابراین، «استدلال‌های دینی» با ارائه اطلاعات صحیح و تبیین دقیق نظام کلامی بهائی، می‌تواند زمینه‌ساز گفتمان‌های دینی باشد و به خوانندگان کمک کند تا با آگاهی کامل تصمیم بگیرند که آیا مایل به گفت‌وگو با نمایندگان بهائی هستند یا خیر.
در آلمان، برخی نهادهایی که بر اساس اطلاعات نادرست فیچیکیا از بهائیان دوری می‌کردند، با دریافت اطلاعات موجود در کتاب شفر تصمیم به آغاز گفت‌وگو با آنان گرفتند. یکی از این نهادها، مؤسسه پروتستانی دفتر مرکزی کلیسای پروتستان برای مسائل ایدئولوژیک (به انگلیسی: Central Office of the Protestant Church for Questions of Ideology) بود که به برقراری گفت‌وگو با بهائیان پرداخت. در سال ۱۹۹۶، مجله پروتستانی برجسته «تفسیرهای انجیلی» گزارشی دربارهٔ اقلیت‌های مذهبی در آلمان منتشر کرد که در آن نمایندگان ادیان مختلف، از جمله یهودیت، اسلام، بودیسم، هندوئیسم و بهائی، تجربیات خود را بیان نمودند. در مقدمه این گزارش، ویراستار مجله پیوند میان «استدلال‌های دینی» و «گفتمان‌های دینی» بین ادیان را مورد تأکید قرار داده و اشاره می‌کند که بهائیان، به دلیل موفقیت در اصلاح تصورات نادرست دربارهٔ خود، اخیراً از سوی کلیساها به‌عنوان شرکای مذهبی پذیرفته شده‌اند. این تغییرات احتمالاً تحت تأثیر انتشار کتاب (به آلمانی: Desinformation Als Methode) بوده است. این روند بیانگر همبستگی میان این دو پدیده بوده و تأکید دارد که استدلال‌های دینی» می‌تواند پیش‌نیاز گفت‌وگوی بین ادیان باشد؛ گفت‌وگویی که بر پایه احترام متقابل شکل می‌گیرد.